# Marije Gubbels
Marije Gubbels (Delft, 1969) is een Nederlands toneelschrijver, regisseur, actrice en artistiek leider.
Gubbels studeerde in 1993 af aan de Toneelacademie Maastricht en in 1997 aan de Regieopleiding in Amsterdam. In 2006 richtte zij samen met Ilse Warringa en Lies Visschedijk de muziek-komediegroep Bloody Mary op. In mei 2019 werd zij aangesteld als artistiek leider van het muziektheatergezelschap MaxTak, als opvolger van Hans Thissen.
Eerder maakte zij verschillende muziektheatervoorstellingen voor de jeugd en volwassenen. Bij jeugdtheatergezelschap Sonnevanck maakte zij onder andere Tijl Uilenspiegel en Edward Scharenhand. 
Met beide voorstellingen won zij de Zilveren Krekel.
In het najaar 2019 oogstte Sonnevanck lovende kritieken met de voorstelling Zwijnenstal, waarvoor Gubbels  zich losjes liet inspireren door Animal Farm van George Orwell.